# Municipio de Ripley (condado de Morrison)
El municipio de Ripley (en inglés: Ripley Township) es un municipio ubicado en el condado de Morrison en el estado estadounidense de Minnesota. En el año 2010 tenía una población de 729 habitantes y una densidad poblacional de 5,82 personas por km².

## Geografía
El municipio de Ripley se encuentra ubicado en las coordenadas 46°7′8″N 94°17′2″O / 46.11889, -94.28389. Según la Oficina del Censo de los Estados Unidos, el municipio tiene una superficie total de 125.25 km², de la cual 123,5 km² corresponden a tierra firme y (1,4 %) 1,75 km² es agua.

## Demografía
Según el censo de 2010, había 729 personas residiendo en el municipio de Ripley. La densidad de población era de 5,82 hab./km². De los 729 habitantes, el municipio de Ripley estaba compuesto por el 98,77 % blancos, el 0,14 % eran amerindios, el 0,14 % eran asiáticos y el 0,96 % eran de una mezcla de razas. Del total de la población el 2,47 % eran hispanos o latinos de cualquier raza.